# Movimento Nazionale per la Società dello Sviluppo
Il Movimento Nazionale per la Società dello Sviluppo (in francese: Mouvement National pour la Société de Développement - MNSD-Nassara) è un partito politico nigerino di orientamento conservatore e liberale.
Fondato nel 1989 da Ali Saibou, presidente della Repubblica dal 1987 al 1993, ha successivamente sostenuto Mamadou Tandja, capo dello Stato dal 1999 al 2010.
Leader del partito è Seyni Oumarou, primo ministro dal 2007 al 2009.

## Risultati elettorali
| Elezione          | Voti       | %          | Seggi    |
| ----------------- | ---------- | ---------- | -------- |
| Parlamentari 1993 | 383.921    | 30,7       | 29 / 83  |
| Parlamentari 1995 | 467.080    | 32,3       | 29 / 83  |
| Parlamentari 1996 | Boicottate | Boicottate | 0 / 83   |
| Parlamentari 1999 | 611.097    | 34,7       | 38 / 83  |
| Parlamentari 2004 | 849.365    | 37,1       | 47 / 113 |
| Parlamentari 2009 | 1.422.698  | 47,3       | 76 / 113 |
| Parlamentari 2011 | 664.525    | 20,6       | 25 / 107 |
| Parlamentari 2016 | 488.584    | 10,3       | 20 / 171 |
| Parlamentari 2021 | 319.189    | 6.77       | 13 / 171 |

| Elezione              | Elezione | Candidato      | Voti      | %     | Esito         |
| --------------------- | -------- | -------------- | --------- | ----- | ------------- |
| Presidenziali 1993    | I turno  | Mamadou Tandja | 443.233   | 34,28 | ❌ Non eletto |
| Presidenziali 1993    | II turno | Mamadou Tandja | 639.418   | 45,58 | ❌ Non eletto |
| Presidenziali 1996    | I turno  | Mamadou Tandja | 378.322   | 15,65 | ❌ Non eletto |
| Presidenziali 1999    | I turno  | Mamadou Tandja | 617.320   | 32,33 | ✔️ Eletto     |
| Presidenziali 1999    | II turno | Mamadou Tandja | 1.061.731 | 59,89 | ✔️ Eletto     |
| Presidenziali 2004    | I turno  | Mamadou Tandja | 990.353   | 40,68 | ✔️ Eletto     |
| Presidenziali 2004    | II turno | Mamadou Tandja | 1.506.591 | 65,53 | ✔️ Eletto     |
| Presidenziali 2011    | I turno  | Seyni Oumarou  | 784.618   | 23,24 | ❌ Non eletto |
| Presidenziali 2011    | II turno | Seyni Oumarou  | 1.299.436 | 41,96 | ❌ Non eletto |
| Presidenziali 2016    | I turno  | Seyni Oumarou  | 563.613   | 12,12 | ❌ Non eletto |
| Presidenziali 2020-21 | I turno  | Seyni Oumarou  | 427.623   | 8,95  | ❌ Non eletto |